# Xã Helvetia, Quận Madison, Illinois
Xã Helvetia (tiếng Anh: Helvetia Township) là một xã thuộc quận Madison, tiểu bang Illinois, Hoa Kỳ. Năm 2010, dân số của xã này là 8.646 người.